# Economia Ecuadorului
Economia Ecuadorului este a opta cea mai mare economie din America Latină, după cele din Brazilia, Mexic, Argentina, Columbia, Venezuela, Peru și Chile.
Economia Ecuadorului a prezentat o creștere robustă și durabilă în ultimii ani, cu tot mai multe realizări ca au intrat în recesiune în timpul crizei economice globale din 2009, în ciuda faptului că nici o monedă.